# 2004-es junior atlétikai világbajnokság
A 2004-es junior atlétikai világbajnokság volt a tizedik junior vb. 2004. július 12-től július 18-ig rendezték az olaszországi Grossetóban.

## Eredmények

### Férfiak
| Versenyszám        | Arany                                                                  | Arany       | Ezüst                                                                     | Ezüst       | Bronz                                                                    | Bronz       |
| ------------------ | ---------------------------------------------------------------------- | ----------- | ------------------------------------------------------------------------- | ----------- | ------------------------------------------------------------------------ | ----------- |
| 100 m              | Ivory Williams · USA                                                   | 10.29 SB    | Abidemi Omole · USA                                                       | 10.31       | Remaldo Rose · JAM                                                       | 10.34       |
| 200 m              | Andrew Howe · ITA                                                      | 20.28 CR    | Leigh Julius · RSA                                                        | 20.88       | Jamil James · TRI                                                        | 21.00       |
| 400 m              | LaShawn Merritt · USA                                                  | 45.25 WLJ   | Nagmeldin Ali Abubakr · SUD                                               | 45.97       | Obakeng Ngwigwa · BOT                                                    | 45.97 NJR   |
| 800 m              | Majed Saeed Sultan · QAT                                               | 1:47.33 PB  | Alfred Kirwa Yego · KEN                                                   | 1:47.39 PB  | Selahattin Çobanoglu · TUR                                               | 1:47.71 NJR |
| 1500 m             | Abdelati Iguider · MAR                                                 | 3:35.53 CR  | Benson Marrianyi Esho · KEN                                               | 3:35.80 PB  | Brimin Kipruto · KEN                                                     | 3:35.96 PB  |
| 5000 m             | Augustine Kiprono Choge · KEN                                          | 13:28.93 SB | Bado Worku · ETH                                                          | 13:30.45 PB | Tariku Bekele · ETH                                                      | 13:30.86    |
| 10 000 m           | Boniface Kiprop Toroitich · UGA                                        | 28:03.77 CR | Fabiano Joseph Naasi · TAN                                                | 28:04.45 SB | Ryuji Ono · JPN                                                          | 28:30.45    |
| 110 m gát          | Aries Merritt · USA                                                    | 13.56       | Dayron Robles · CUB                                                       | 13.77       | Kevin Craddock · USA                                                     | 13.77       |
| 400 m gát          | Kerron Clement · USA                                                   | 48.51 CR    | Brandon Johnson · USA                                                     | 48.62 PB    | Ibrahim Al-Hamaidi · KSA                                                 | 48.94 AJR   |
| 3000 m akadály     | Ronald Kipchumba Rutto · KEN                                           | 8:23.32 PB  | Musa Amer Obaid · QAT                                                     | 8:23.38 AJR | Moustafa Ahmed Shebto · QAT                                              | 8:26.04 PB  |
| 10 000 m gyaloglás | Andrey Ruzavin · RUS                                                   | 40:58.15    | Vladimir Kanaykin · RUS                                                   | 40:58.48 SB | Kim Hyun-Sub · KOR                                                       | 40:59.24 SB |
| 4 × 100 m váltó    | USA · Trell Kimmons · Abidemi Omole · Ivory Williams · LaShawn Merritt | 38.66 WJR   | JAM · Kawayne Fisher · Kevin Stewart · Andre Wellington · Remaldo Rose    | 39.27 SB    | JPN · Naohiro Shinada · Hiroyuki Noda · Yuichi Shokawa · Naoki Tsukahara | 39.43 SB    |
| 4 × 400 m váltó    | USA · Brandon Johnson · LaShawn Merritt · Jason Craig · Kerron Clement | 3:01.09 WJR | RSA · Wouter le Roux · Chris Gebhardt · Leigh Julius · Louis Jacob van Zy | 3:04.50 AJR | JPN · Kazunori Ota · Hiroyuki Noda · Teppei Suzuki · Yudai Sasaki        | 3:05.33 AJR |
| magasugrás         | Michael Mason · CAN                                                    | 2.21 PB     | Marius Hanniske · GER                                                     | 2.21        | Hu Tong · CHN                                                            | 2.21        |
| rúdugrás           | Dmitry Starodubtsev · RUS                                              | 5.50 PB     | Germán Chiaraviglio · ARG                                                 | 5.45        | Liu Feiliang · CHN                                                       | 5.40        |
| távolugrás         | Andrew Howe · ITA                                                      | 8.11 WJL    | Godfrey Khotso Mokoena · RSA                                              | 8.09 NJR    | John Thornell · AUS                                                      | 7.89        |
| hármasugrás        | Godfrey Khotso Mokoena · RSA                                           | 16.77       | Zhu Shujing · CHN                                                         | 16.64       | Viktor Kuznyetsov · UKR                                                  | 16.58 NJR   |
| súlylökés          | Georgi Ivanov · BUL                                                    | 20.70       | Jakub Giza · POL                                                          | 20.05 PB    | Aleksander Grekov · RUS                                                  | 19.98       |
| diszkoszvetés      | Ehszán Haddádi · IRN                                                   | 62.14       | Oleg Pirog · RUS                                                          | 60.28 PB    | Luka Rujevic · SCG                                                       | 59.82       |
| gerelyhajítás      | Aleksey Tovarnov · RUS                                                 | 79.38 WLJ   | Lohan Rautenbach · RSA                                                    | 74.42 PB    | Júlio César de Oliveira · BRA                                            | 73.86       |
| kalapácsvetés      | Andrey Azarenkov · RUS                                                 | 74.11       | Mohsen El Anany · EGY                                                     | 72.98       | Kamilius Bethke · GER                                                    | 71.91       |
| tízpróba           | Andrei Krauchanka · BLR                                                | 8126 CR     | Aleksey Sysoyev · RUS                                                     | 8047 NJR    | Norman Müller · GER                                                      | 7942 NJR    |

### Nők
| Versenyszám        | Arany                                                                          | Arany       | Ezüst                                                                               | Ezüst        | Bronz                                                                       | Bronz       |
| ------------------ | ------------------------------------------------------------------------------ | ----------- | ----------------------------------------------------------------------------------- | ------------ | --------------------------------------------------------------------------- | ----------- |
| 100 m              | Ashley Owens · USA                                                             | 11.13 WJL   | Jasmen Baldwin-Foss · USA                                                           | 11.34        | Sally McLellan · AUS                                                        | 11.40 PB    |
| 200 m              | Shalonda Solomon · USA                                                         | 22.82 CR    | Anneisha McLaughlin · JAM                                                           | 23.21 SB     | Nickesha Anderson · JAM                                                     | 23.46       |
| 400 m              | Natasha Hastings · USA                                                         | 52.04 PB    | Sonita Sutherland · JAM                                                             | 52.41        | Ashlee Kidd · USA                                                           | 52.45       |
| 800 m              | Natalya Koreyvo · BLR                                                          | 2:01.47 NJR | Simona Barcău · ROM                                                                 | 2:02.23 PB   | Kay-Ann Thompson · JAM                                                      | 2:02.67 NJR |
| 1500 m             | Nelya Neporadna · UKR                                                          | 4:15.90     | Anna Alminova · RUS                                                                 | 4:16.32 PB   | Siham Hilali · MAR                                                          | 4:17.39     |
| 3000 m             | Jebichi Yator · KEN                                                            | 8:59.80 PB  | Safa Aissaoui · TUN                                                                 | 9:02.47 NJR  | Siham Hilali · MAR                                                          | 9:03.16 PB  |
| 5000 m             | Meselech Melkamu · ETH                                                         | 15:21.52 CR | Catherine Chikwakwa · MWI                                                           | 15:36.22 NJR | Chiaki Iwamoto · JPN                                                        | 15:39.59    |
| 100 m gát          | Ronetta Alexander · USA                                                        | 13.28       | Sabrina Altermatt · SUI                                                             | 13.39 NJR    | Stephanie Lichtl · GER                                                      | 13.40       |
| 400 m gát          | Ekaterina Kostetskaya · RUS                                                    | 55.55 WJL   | Zuzana Hejnová · CZE                                                                | 57.44 NJR    | Sherene Pinnock · JAM                                                       | 57.54 PB    |
| 3000 m akadály     | Gladys Jerotich Kipkemoi · KEN                                                 | 9:47.26 CR  | Ancuţa Bobocel · ROM                                                                | 9:49.03 AJR  | Cătălina Oprea · ROM                                                        | 9:50.04 PB  |
| 10 000 m gyaloglás | Irina Petrova · RUS                                                            | 45:50.39 PB | Zhang Nan · CHN                                                                     | 45:58.54 SB  | Vera Sokolova · RUS                                                         | 46:53.02 SB |
| 4 × 100 m váltó    | USA · Ashley Owens · Juanita Broaddus · Jasmen Baldwin-Foss · Shalonda Solomon | 43.49 WJL   | JAM · Nickesha Anderson · Tracy-Ann Rowe · Anneisha McLaughlin · Schillonie Calvert | 43.63 SB     | FRA · Natacha Vouaux · Lina Jacques-Sébastien · Aurélie Kamga · Nelly Banco | 43.68 NJR   |
| 4 × 400 m váltó    | USA · Alexandria Anderson · Ashlee Kidd · Stephanie Smith · Natasha Hastings   | 3:27.60 WJR | RUS · Victoriya Talko · Mariya Shapaeva · Olga Soldatova · Ekaterina Kostetskaya    | 3:30.03 NJR  | JAM · Nyoka Cole · Maris Wisdom · Sherene Pinnock · Sonita Sutherland       | 3:30.37 SB  |
| magasugrás         | Iryna Kovalenko · UKR                                                          | 1.93 WLJ    | Svetlana Shkolina · RUS                                                             | 1.91 PB      | Sharon Day · USA                                                            | 1.91 PB     |
| rúdugrás           | Elizaveta Ryzih · GER                                                          | 4.30 PB     | Anna Schultze · GER                                                                 | 4.25 PB      | Zhao Yingying · CHN                                                         | 4.25        |
| távolugrás         | Denisa Ščerbová · CZE                                                          | 6.61        | Sophie Krauel · GER                                                                 | 6.47         | Veronika Shutkova · BLR                                                     | 6.22 PB     |
| hármasugrás        | Anastasiya Taranova · RUS                                                      | 13.94 WJL   | Xie Limei · CHN                                                                     | 13.77        | Tatyana Yakovleva · RUS                                                     | 13.67       |
| súlylökés          | Michelle Carter · USA                                                          | 17.55 PB    | Anna Avdeyeva · RUS                                                                 | 17.13 PB     | Christina Schwanitz · GER                                                   | 16.52       |
| diszkoszvetés      | Ma Xuejun · CHN                                                                | 57.85 SB    | Darya Pishchalnikova · RUS                                                          | 57.37        | Nadine Müller · GER                                                         | 57.13       |
| gerelyhajítás      | Vivian Zimmer · GER                                                            | 58.50 CR    | Annika Suthe · GER                                                                  | 57.15        | Annabel Thomson · AUS                                                       | 56.01 AJR   |
| kalapácsvetés      | Mariya Smolyachkova · BLR                                                      | 66.81 CR    | Yang Qiaoyu · CHN                                                                   | 61.67        | Laura Gibilisco · ITA                                                       | 60.95       |
| hétpróba           | Justine Robbeson · RSA                                                         | 5868 WJL    | Viktorija Zemaityté · LTU                                                           | 5810 PB      | Julia Mächtig · GER                                                         | 5679 PB     |